# Маленькие прелестницы
«Маленькие прелестницы» (англ. Little Darlings)  —  молодёжный фильм Рональда Ф. Максвелла .

## Сюжет
Группа девочек-подростков из Атланты отправляется в летний лагерь, где вскоре выясняется, что две из них — Эйнджел (Кристи Макникол) и Феррис (Татум О’Нил) — девственницы. Девочки выбирают себе «цели» для решения столь деликатного вопроса —  тренера по плаванию  Гари (Арманд Ассанте) и Рэнди (Мэтт Диллон), юного парня из соседнего лагеря. Без ведома взрослых все девочки в лагере стали делать ставки на тo, кто же первой из подруг станет женщиной, и разделились на две «команды» болельщиц: за Эйнджел и за Феррис. В то же время девочки не оставляют и прочих своих занятий, типичных для подростков. Неожиданно в сюжете фильма происходит полный переворот.

## Награды и номинации
- Молодой актёр :

Лучшая женская роль второго плана (номинация) — Кристи Макникол

## Саундтрек
Основной музыкальной темой фильма стал сингл английского певца Иана Мэттьюза Shake It.